# Вере Берд
Сер Вере Берд (англ. Sir Vere Cornwall Bird; 7 грудня 1910 — 28 червня 1999) — державний та політичний діяч з Антигуа і Барбуди, перший прем'єр-міністр Антигуа і Барбуди з 1 листопада 1981 до 9 березня 1994 року. Його син, Лестер Берд, замінив його на посту прем'єр-міністра. У 1994 році його було проголошено національним героєм.

## Біографія
Маючи тільки початкову освіту, у 1943 році Берд очолив Антигуанський торгово-промисловий союз, ресурси якого використовував для створення політичної підтримки. У 1945 році його було обрано до законодавчих зборів колонії Антигуа і Барбуди, де заснував Антигуанську робітничу партію. Берд домігся вищої зарплатні для працівників Цукрової промисловості.
З 1 січня 1960 до 27 лютого 1967 року Берд був головним міністром Антигуа і Барбуди, був прибічником економічної та політичної єдності країн Карибських островів, підтримував Федерацію Вест-Індії. Коли у 1967 році колонія Антигуа і Барбуда отримала право призначати власний уряд, Берд став прем'єр-міністром. У 1971 році на виборах він програв Прогресивному робітничому руху, але вже у 1976 році повернувся до влади.
За активної участі Берда колонія Антигуа і Барбуди стала 1 листопада 1981 року незалежною державою. До 1994 року Берд займав пост прем'єр-міністра країни, після чого був змушений піти на пенсію через проблеми зі здоров'ям. Після цього його син Лестер також посів посаду прем'єр-міністра і стояв біля керма держави до поразки Антигуанської робітничої партії на виборах 2004 року. Одним з перших указів Лестера Берда було надання його батькові титулу національного героя. Антигуанська опозиція звинувачувала родину Бердів у корупції й непотизмі, порівнював її з гаїтянською династією диктаторів Дювальє.